# A-League 2007/08
Die Saison 2007/08 war beim Fußball die dritte Spielzeit der A-League. Meister wurden erstmals die Newcastle United Jets, die sich im Finale mit 1:0 gegen den Meister der regulären Saison, die Central Coast Mariners, durchsetzten. Die beiden Vorjahresfinalisten Melbourne Victory und Adelaide United verpassten beide die Play-off-Runde. Mit Wellington Phoenix nahm erstmals seit Gründung der Liga ein neues Team am Spielbetrieb teil. Phoenix ersetzte die New Zealand Knights, denen in der vorhergegangenen Spielzeit die Lizenz entzogen wurde.

## Abschlusstabelle
| Pl. | Verein                 | Sp. | S  | U | N  | Tore    | Diff. | Punkte | Kommentare                            |
| --- | ---------------------- | --- | -- | - | -- | ------- | ----- | ------ | ------------------------------------- |
| 1.  | Central Coast Mariners | 21  | 10 | 4 | 7  | 030:250 | +5    | 34     | Qualifiziert für das Major Semi-final |
| 2.  | Newcastle United Jets  | 21  | 9  | 7 | 5  | 025:210 | +4    | 34     | Qualifiziert für das Major Semi-final |
| 3.  | Sydney FC              | 21  | 8  | 8 | 5  | 028:240 | +4    | 32     | Qualifiziert für das Minor Semi-final |
| 4.  | Queensland Roar        | 21  | 8  | 7 | 6  | 025:210 | +4    | 31     | Qualifiziert für das Minor Semi-final |
| 5.  | Melbourne Victory (M)  | 21  | 6  | 9 | 6  | 029:290 | ±0    | 27     |                                       |
| 6.  | Adelaide United        | 21  | 6  | 8 | 7  | 031:290 | +2    | 26     |                                       |
| 7.  | Perth Glory            | 22  | 5  | 8 | 9  | 027:340 | −7    | 23     |                                       |
| 8.  | Wellington Phoenix     | 21  | 5  | 5 | 11 | 025:370 | −12   | 20     |                                       |

### Finalrunde
|  | Halbfinale | Halbfinale      | Halbfinale | Halbfinale |  |   | Preliminary final | Preliminary final | Preliminary final |   |                | Grand final | Grand final | Grand final |
|  |            |                 | L1         | L2         |  |   |                   |                   |                   |   |                |             |             |             |
|  |            |                 |            |            |  |   |                   |                   |                   |   |                |             |             |             |
|  | 1          | CC Mariners     | 0          | 3          |  |   |                   |                   |                   |   |                |             |             |             |
|  | 2          | Newcastle Jets  | 2          | 0          |  |   |                   |                   |                   |   |                | 1           | CC Mariners | 0           |
|  |            |                 |            |            |  | 2 | Newcastle Jets    | 31                |                   | 2 | Newcastle Jets | 1           |             |             |
|  |            |                 |            |            |  | 4 | Queensland Roar   | 21                |                   |   |                |             |             |             |
|  | 3          | Sydney FC       | 0          | 0          |  |   |                   |                   |                   |   |                |             |             |             |
|  | 4          | Queensland Roar | 0          | 2          |  |   |                   |                   |                   |   |                |             |             |             |

1 nach Verlängerung

### Grand Final
| Central Coast Mariners                               | Central Coast Mariners | Newcastle United Jets | Newcastle United Jets | Aufstellung                                                    |
| ---------------------------------------------------- | --- | --- | --------------------- | -------------------------------------------------------------- |
| Central Coast Mariners                               | \| 24. Februar 2008 in Sydney (Sydney Football Stadium) \| \| Ergebnis: 0:1 (0:0) \| \| Zuschauer: 36.354 \| \| Schiedsrichter: Mark Shield (Townsville) \|                                                                                                 | \| 24. Februar 2008 in Sydney (Sydney Football Stadium) \| \| Ergebnis: 0:1 (0:0) \| \| Zuschauer: 36.354 \| \| Schiedsrichter: Mark Shield (Townsville) \|                                                                                               | Newcastle United Jets | Aufstellung Central Coast Mariners gegen Newcastle United Jets |
| Central Coast Mariners                               | Danny Vukovic – Nigel Boogaard, Tony Vidmar (75. Matt Simon), Alex Wilkinson , Alvin Ceccoli – Greg Owens (69. Tom Pondeljak), Mile Jedinak, John Hutchinson, Adam Kwasnik (69. André Gumprecht) – John Aloisi, Sasho Petrovski Cheftrainer: Lawrie McKinna | Ante Covic – Tarek Elrich, Adam Griffiths, Jade North , Andrew Durante, Adam D’Apuzzo – Stuart Musialik – Song Jin-hyung (90.+3' Denni), Joel Griffiths, Matt Thompson (76. Jason Hoffman) – Mark Bridge (73. James Holland) Cheftrainer: Gary van Egmond | Newcastle United Jets | Aufstellung Central Coast Mariners gegen Newcastle United Jets |
| Central Coast Mariners                               | 0:1 Bridge (64.) | | Newcastle United Jets | Aufstellung Central Coast Mariners gegen Newcastle United Jets |
| Central Coast Mariners                               | Jedinak (12.), Boogaard (90.), Aloisi (90.+5') | J. Griffiths (11.), A. Griffiths (37.) | Newcastle United Jets | Aufstellung Central Coast Mariners gegen Newcastle United Jets |
| Central Coast Mariners                               | Vukovic (90.+4') | | Newcastle United Jets | Aufstellung Central Coast Mariners gegen Newcastle United Jets |
| 24. Februar 2008 in Sydney (Sydney Football Stadium) | | |                       |                                                                |
| Ergebnis: 0:1 (0:0)                                  | | |                       |                                                                |
| Zuschauer: 36.354                                    | | |                       |                                                                |
| Schiedsrichter: Mark Shield (Townsville)             | | |                       |                                                                |

## Auszeichnungen
| Auszeichnung                                                   | Gewinner                                |
| -------------------------------------------------------------- | --------------------------------------- |
| Johnny Warren Medal (Spieler des Jahres)                       | Joel Griffiths (Newcastle United Jets)  |
| Reebok Golden Boot Award (Bester Torschütze)                   | Joel Griffiths (Newcastle United Jets)  |
| Hyundai Rising Star Award (Nachwuchsspieler des Jahres (U-20)) | Bruce Djite (Adelaide United)           |
| Hyundai A-League Coach of the Year (Trainer des Jahres)        | Gary van Egmond (Newcastle United Jets) |
| Zurich Referee of the Year (Schiedsrichter des Jahres)         | Mark Shield                             |
| Joe Marston Medal (Bester Spieler im Grand Final)              | Andrew Durante (Newcastle United Jets)  |
| Goalkeeper of the Year (Torhüter des Jahres)                   | Michael Theoklitos (Melbourne Victory)  |

## Torschützenliste
| Pl. | Nat.       | Spieler        | Verein                 | Tore |
| --- | ---------- | -------------- | ---------------------- | ---- |
| 1   | Australien | Joel Griffiths | Newcastle United Jets  | 12   |
| 2   | Neuseeland | Shane Smeltz   | Wellington Phoenix     | 9    |
| 3   | Australien | Alex Brosque   | Sydney FC              | 8    |
|     | Australien | Jamie Harnwell | Perth Glory            | 8    |
| 5   | Australien | Daniel Allsopp | Melbourne Victory      | 7    |
|     | Australien | John Aloisi    | Central Coast Mariners | 7    |

## Spielstätten
| Verein                 | Stadion                 | Kapazität | Zuschauerschnitt |
| ---------------------- | ----------------------- | --------- | ---------------- |
| Melbourne Victory      | Telstra Dome            | 56.347    | 26.064           |
| Queensland Roar        | Suncorp Stadium         | 52.500    | 16.951           |
| Sydney FC              | Sydney Football Stadium | 45.500    | 16.373           |
| Newcastle United Jets  | EnergyAustralia Stadium | 26.164    | 13.209           |
| Central Coast Mariners | Central Coast Stadium   | 20.119    | 12.741           |
| Adelaide United        | Hindmarsh Stadium       | 17.000    | 12.697           |
| Wellington Phoenix     | Westpac Stadium         | 34.500    | 11.683           |
| Perth Glory            | Members Equity Stadium  | 18.156    | 7.596            |

## Vorsaisonale Wettbewerbe
Vor dem Start der A-League-Saison wurde der obligatorische Pre-season Cup ausgetragen.

### Pre-Season Challenge Cup
Der Pre-Season Challenge Cup 2007 fand im Juli und August als Vorlauf zur Hauptsaison statt. Die acht A-League-Teams wurden zunächst in zwei Vorrundengruppen à vier Mannschaften aufgeteilt und spielten in einer einfachen Ligarunde. In der Ligarunde gab es neben den normalen Punkten auch Bonuspunkte für erzielte Tore. Für zwei erzielte Tore gab es einen Punkt, drei Tore brachten zwei Punkte und für vier oder mehr Tore wurden drei Bonuspunkte vergeben.
Die beiden Gruppenersten jeder Gruppe rückten in das Halbfinale vor und spielten den Sieger im K.-o.-Verfahren aus. Die Tabellendritten und -vierten trugen Platzierungsspiele aus.
Einige der Partien wurden in australischen Städten ohne A-League-Team ausgetragen, um dort für die Liga zu werben.
Im Finale setzte sich Titelverteidiger Adelaide United mit 2:1 gegen Perth Glory durch.

#### Gruppenphase
Gruppe A
| Pl. | Verein                | Sp. | S | U | N | Tore    | Diff. | Punkte |
| --- | --------------------- | --- | - | - | - | ------- | ----- | ------ |
| 1.  | Adelaide United       | 3   | 1 | 2 | 0 | 006:300 | +3    | 08     |
| 2.  | Perth Glory           | 3   | 2 | 1 | 0 | 004:200 | +2    | 08     |
| 3.  | Newcastle United Jets | 3   | 1 | 0 | 2 | 002:500 | −3    | 03     |
| 4.  | Melbourne Victory     | 3   | 0 | 1 | 2 | 002:400 | −2    | 01     |

Gruppe B
| Pl. | Verein                 | Sp. | S | U | N | Tore    | Diff. | Punkte |
| --- | ---------------------- | --- | - | - | - | ------- | ----- | ------ |
| 1.  | Central Coast Mariners | 3   | 2 | 1 | 0 | 006:100 | +5    | 10     |
| 2.  | Queensland Roar        | 3   | 1 | 2 | 0 | 003:200 | +1    | 06     |
| 3.  | Wellington Phoenix     | 3   | 1 | 0 | 2 | 004:200 | +2    | 05     |
| 4.  | Sydney FC              | 3   | 0 | 1 | 2 | 000:600 | −6    | 01     |

#### Finalrunde
|  | Halbfinale             | Halbfinale  |                        |   | Finale | Finale |
|  |                        |             |                        |   |        |        |
|  | Adelaide United        | 3           |                        |   |        |        |
|  | Queensland Roar        | 2           |                        |   |        |        |
|  |                        |             |                        |   |        |        |
|  |                        |             |                        |   |        |        |
|  | Adelaide United        | 2           |                        |   |        |        |
|  |                        | Perth Glory | 1                      |   |        |        |
|  |                        |             |                        |   |        |        |
|  | Platz 3                |             |                        |   |        |        |
|  |                        |             | Queensland Roar        | 3 |        |        |
|  | Perth Glory            | 3           | Central Coast Mariners | 1 |        |        |
|  | Central Coast Mariners | 2           |                        |   |        |        |

|  | Platz 5-8          | Platz 5-8          |                   |   | Platz 5 | Platz 5 |
|  |                    |                    |                   |   |         |         |
|  | Newcastle Jets     | 3                  |                   |   |         |         |
|  | Sydney FC          | 2                  |                   |   |         |         |
|  |                    |                    |                   |   |         |         |
|  |                    |                    |                   |   |         |         |
|  | Newcastle Jets     | 0 (4)1             |                   |   |         |         |
|  |                    | Wellington Phoenix | 0 (2)1            |   |         |         |
|  |                    |                    |                   |   |         |         |
|  | Platz 7            |                    |                   |   |         |         |
|  |                    |                    | Sydney FC         | 1 |         |         |
|  | Melbourne Victory  | 1                  | Melbourne Victory | 0 |         |         |
|  | Wellington Phoenix | 2                  |                   |   |         |         |

1 nach Elfmeterschießen